# 1908
| 1908                                                                     |
| ------------------------------------------------------------------------ |
| Dødsfald - Fødsler                                                       |
| • Begivenheder • Film • Litteratur • Musik • Politik • Sport • Videnskab |

| Gregoriansk kalender | 1908 MCMVIII            |
| Ab urbe condita      | 2661                    |
| Armensk kalender     | 1357 ԹՎ ՌՅԾԷ            |
| Kinesiske kalender   | 4604 – 4605 丁未 – 戊申 |
| Etiopisk kalender    | 1900 – 1901             |
| Jødisk kalender      | 5668 – 5669             |
| Hindukalendere       |                         |
| - Vikram Samvat      | 1963 – 1964             |
| - Shaka Samvat       | 1830 – 1831             |
| - Kali Yuga          | 5009 – 5010             |
| Iransk kalender      | 1286 – 1287             |
| Islamisk kalender    | 1326 – 1327             |

Konge i Danmark: Frederik 8. 1906-1912
Se også 1908 (tal)

## Begivenheder
Den vigtigste begivenhed var at der blev mangel på arbejdskraft, og udvandringen til USA gik næsten i stå. Dette skyldte blandt andet at man i Tyskland, England og Frankrig begyndte oprustingen til første verdenskrig.

### Januar
- 14. januar – Teknologisk Institut bliver oprettet.
- 27. januar – Philibert Jacques Melotte opdager Jupiter-månen Pasiphae

### Februar
- 6. februar - Justitia Fest i Stege
- 26. februar – Sverige fejrer 250-årsdagen for Roskildefreden med militærparader, takkegudstjenester og almindelig flagning. Den danske minister i Stockholm forlader byen under fejringen

### Marts
- 13. marts - ved lov bliver den danske forsvarsminister bemyndiget til at bygge en ubåd (Danmarks første) for et beløb på 460.000 kroner. Den kommer til hedde Dykkeren og bliver søsat fra et italiensk skibsværft i juli 1909

### April
- 3. april – Henry Campbell-Bannerman trækker sig af helbredsgrunde tilbage som britisk premierminister
- 5. april - H.H. Asquith bliver britisk premierminister, efter Henry Campbell-Bannerman
- 20. april - Den danske valglov ændres, så kvinder får stemmeret til kommunalvalg

### Maj
- 9. maj - Winston Churchill vælges til det engelske parlamentet for første gang

### Juli
- 13. juli - de 4. olympiske lege i moderne tid åbnes i London

### September
- 8. september – Tidligere justitsminister, gehejmekonferensråd Peter Alberti melder sig selv til politiet for bedrageri og falskneri for 15 millioner kr
- 16. september - General Motors Corporation grundlægges
- 19. september - Det Ny Teater i København åbner
- 21. september - den tyske matematiker Hermann Minkowski holder i Köln sin berømte forelæsning Rum og tid, hvori han forklarer tiden som den fjerde dimension

### Oktober
- 1. oktober – Den første Ford T model produceres i Detroit. Verdens mest populære bil indtil fremkomsten af folkevognen
- 6. oktober - Østrig annekterer officielt provinserne Bosnien og Hercegovina

### November
- 6. november - Svenska dagen indstiftes af Svenska folkpartiet i Finland.

### December
- 28. december – Jordskælvet i Messina (7,2 Mw) dræber 72.000 mennesker.

## Født

### Januar
- 10. januar – Bernard Lee, engelsk skuespiller (død 1981).
- 15. januar – Ebba With, dansk skuespiller (død 1993).

### Februar
- 22. februar – John Mills, engelsk skuespiller (død 2005).

### Marts
- 5. marts – Rex Harrison, engelsk skuespiller (død 1990).
- 16. marts – René Daumal, fransk forfatter og digter (død 1944).
- 22. marts – Louis L’Amour, amerikansk forfatter (død 1988).
- 27. marts – K. A. Jensen, dansk kemiker (død 1992).
- 31. marts – Karl Skytte, dansk politiker og folketingsformand (død 1986).

### April
- 1. april – Abraham Maslow, psykolog, Maslow's behovspyramide (død 1970).
- 4. april – Svend Engelund, dansk maler (død 2007).
- 5. april – Herbert von Karajan, østrigsk dirigent (død 1989).
- 5. april – Bette Davis, amerikansk skuespillerinde (død 1989).
- 5. april – Ingemar Hedenius, svensk filosof (død 1982).
- 6. april – Jens Kruuse, dansk litteraturhistoriker og redaktør (død 1978).
- 20. april – Lionel Hampton, amerikansk jazzmusiker (vibrafon) (død 2002).
- 24. april – Józef Gosławski, polsk billedhugger (død 1963).

### Maj
- 7. maj − Karla Lindholm Jensen, hidtil længstlevende dansker (død 2020).
- 12. maj – Gunnar Strømvad, dansk skuespiller (død 1972).
- 20. maj – James Stewart, amerikansk skuespiller (død 1997).
- 23. maj – John Bardeen, amerikansk fysiker, nobelprisvinder (død 1991).
- 23. maj – Tomiko Itooka, japansk superhundredårig (død 2024).
- 26. maj – Nguyen Ngoc Tho, vietnamesisk premierminister.
- 31. maj – Sigfred Johansen, dansk skuespiller (død 1953).
- 31. maj – Nils Poppe, svensk skuespiller og komiker (død 2000).

### Juni
- 9. juni – Pouel Kern, dansk skuespiller (død 1993).

### Juli
- 8. juli – Nelson Rockefeller, amerikansk vicepræsident (død 1979).
- 16. juli – Else Brems, kgl. dansk kammersangerinde (død 1995).
- 22. juli – Amy Vanderbilt, amerikansk forfatter (død 1974).

### August
- 3. august – Birgit Cullberg, svensk balletdanser og koreograf (død 1999).
- 27. august – Lyndon B. Johnson, amerikansk præsident (død 1973).

### September
- 30. september – David Oistrakh, ukrainsk violinist (død 1974).

### Oktober
- 1. oktober – Herman D. Koppel, dansk komponist (død 1998).
- 6. oktober – Bjarne Henning-Jensen, dansk filminstruktør (død 1995).
- 6. oktober – Carole Lombard, amerikansk skuespillerinde (død 1942).
- 16. oktober – Enver Hoxha, albansk kommunistleder (død 1985).
- 22. oktober – Ole Monty, dansk skuespiller (død 1977).
- 23. oktober – Urban Hansen, dansk politiker og overborgmester (død 1986).
- 29. oktober - Harald Søbye, dansk præst (død 2000).

### November
- 3. november – Giovanni Leone, italiensk politiker (død 2001).
- 10. november – Hakon Stangerup, dansk litteraturhistoriker og kritiker (død 1976).
- 28. november – Claude Lévi-Strauss, fransk antropolog, etnolog og filosof (død 2009).

### December
- 10. december – Olivier Messiaen, fransk komponist og organist (død 1992).
- 11. december – Elliott Carter, amerikansk komponist (død 2012).
- 11. december – Manoel de Oliveira, portugisisk filminstruktør (død 2015).
- 21. december – Tove Grandjean, dansk skuspillerindeinde (død 1997).
- 28. december – Lew Ayres, amerikansk skuespiller (død 1996).
- 31. december – Simon Wiesenthal, israelsk nazijæger (død 2005).

## Dødsfald
- 14. januar – Holger Drachmann, dansk digter og maler (født 1846).
- 1. februar – Karl 1. af Portugal, konge af Portugal (myrdet)
- 3. februar – Ferdinand Meldahl, dansk arkitekt (født 1827).
- 23. februar – Carl Ewald, dansk forfatter (født 1856).
- 6. april – Vilhelm Lassen, dansk finansminister (født 1861).
- 29. april – H.F. Ewald, dansk forfatter (født 1821).
- 24. juni – Grover Cleveland, tidl. amerikansk præsident (født 1885).
- 5. juli – Jonas Lie, norsk forfatter (født 1833).
- 21. juli – Nikolaj Rimskij-Korsakov, russisk komponist (født 1844).
- 27. august – Thorvald Bindesbøll, dansk arkitekt (født 1846).
- 14. september - Holger Birkedal, dansk ingeniør, spion og forfatter (født 1848).
- 25. oktober – Lorenz Frölich, dansk maler, tegner og grafiker (født 1820).
- 6. november – Thorvald Krak, dansk forlægger (født 1830).
- 8. november – Heinrich Hirschsprung, dansk tobaksfabrikant og kunstsamler (født 1836).

## Nobelprisen
- Fysik – Gabriel Lippmann, Frankrig. Fotografisk reproduktion af farver.
- Kemi – Ernest Rutherford
- Medicin – Ilja Iljitsj Metsjnikov, Paul Ehrlich
- Litteratur – Rudolf Christoph Eucken
- Fred – Klas Pontus Arnoldson (Sverige), stifter af Swedish Peace and Arbitration League (Svenska Freds- och Skiljedomsföreningen). : Fredrik Bajer (Danmark), præsident for Permanent International Peace Bureau.

## Sport
- Sommer-OL afholdes i London i Det Forenede Kongerige.
- 9. marts – Den italienske fodboldklub FC Internazionale Milano bliver stiftet
- 4. juli – Den danskfødte bokser Battling Nelson genvinder verdensmesterskabet i letvægt med en sejr på knockout i 17. omgang over Joe Gans, der havde taget titlen fra Nelson to år tidligere
- 13. juli - De 4. olympiske lege åbnes i London.
- 23. august – Stiftes fodboldklubben Taarbæk Idrætsforening
- 19. oktober - det danske herrelandshold vinder 9-0 over Frankrig på White City Stadium[1]
- 22. oktober - Danmark vinder en fodboldlandskamp mod Frankrig med hele 17-1. Den store sejr er i adskillige år verdensrekord i landskampe. Sophus "Krølben" Nielsen scorede ti af de danske mål - og også det er rekord for antal mål scoret af én spiller i samme landskamp. Sophus Krølbens rekord holder helt til 2001, hvor Australien slår Amerikansk Samoa med 31-0, og Archie Thompson scorer hele 13 mål[2]
- 24. oktober - det danske herrelandshold taber 0-2 til Storbritannien på White City Stadium[3]

## Musik
- 3. december bliver Sir Edward Elgars første symfoni uropført i Manchester

## Film
- Løvejagten

## Bøger
- Kenneth Grahame udgiver sin klassiske børnebog Vinden i Piletræerne.

## Opførte bygninger
- Vemb Skole
- Ulfborg Skole